# Шпиль (село)
Шпиль — село в Україні, у Білопільській міській громаді Сумського району Сумської області. Населення становить 69 осіб. До 2018 орган місцевого самоврядування — Павлівська сільська рада.

## Географія
Село Шпиль розташоване на відстані 2.5 км від правого берега річки Павлівка. За 1 км розташоване село Волфине.

## Історія
Село постраждало внаслідок геноциду українського народу, проведеного урядом СССР 1923—1933 та 1946–1947 роках.
12 червня 2020 року, відповідно до розпорядження Кабінету Міністрів України № 723-р «Про визначення адміністративних центрів та затвердження територій територіальних громад Сумської області», село увійшло до складу Білопільської міської громади. 
19 липня 2020 року, в результаті адміністративно-територіальної реформи та ліквідації Білопільського району, село увійшло до складу новоутвореного Сумського району.
Внаслідок повномасштабного вторгнення⁣, село перестало існувати.“Такі села, як Волфино, Шпиль, Катеринівка – жодної людини там на сьогодні немає. Волфино цілком знищене, Шпиль також зруйнований."